# Träskholm (vid Kittuis, Houtskär)
Träskholm är en ö i Finland. Den ligger i Skärgårdshavet och i kommunen Pargas i landskapet Egentliga Finland, i den sydvästra delen av landet. Ön ligger omkring 57 kilometer sydväst om Åbo och omkring 200 kilometer väster om Helsingfors.
Öns area är 6,1 hektar och dess största längd är 410 meter i sydväst-nordöstlig riktning.